# Luca Gianazza
Luca Gianazza (Castellanza, 24 dicembre 1974) è un numismatico italiano.

## Biografia
Si diploma nel 1993 presso il Liceo Scientifico Statale "A. Tosi" di Busto Arsizio e si laurea in ingegneria delle Telecomunicazioni presso il Politecnico di Milano nel 1999 con una tesi in Propagazione Elettromagnetica, conseguendo l'anno seguente l'abilitazione all'esercizio della professione di ingegnere.
Studioso autodidatta, arriva a maturare una conoscenza di livello accademico nell'ambito della numismatica medievale e moderna, pubblicando un primo saggio sulla Rivista italiana di numismatica già nel 1996.
Nel 2003 pubblica il volume La zecca di Maccagno Inferiore e le sue monete, che nel 2004 vince il premio "Solone Ambrosoli" della Società Numismatica Italiana e il premio della Fondazione Banca Agricola Mantovana.
Nel 2011 inizia a collaborare con l'Inventar der Fundmünzen der Schweiz e col Muséé d'Histoire du Valais nel progetto di studio di un gruzzolo di 184 monete di età medievale e moderna venuto alla luce negli anni ottanta del XX secolo sul Colle del Teodulo. I risultati della ricerca sono stati raccolti nel volume Die Geldbörse des «Söldners» vom Theodulpass (VS). Il ripostiglio del «mercenario» del Colle del Teodulo (VS) (Berna 2014), scritto in collaborazione con José Diaz Tabernero, vincitore nel 2017 del premio NIP-Tevere per la migliore pubblicazione di Numismatica edita negli ultimi cinque anni.
Dal 2012 coopera col Medagliere del Museo Nazionale Romano nella pubblicazione della collezione numismatica di Vittorio Emanuele III di Savoia, curando i volumi relativi alle zecche di Milano e Casale Monferrato.
È l'ideatore di un progetto collaborativo per la raccolta e l'inventariazione dei dati relativi ai ritrovamenti monetari, che censisce attualmente oltre 11.000 ritrovamenti, oltre che del progetto prosopografico Eligivs relativo alle maestranze di zecca.

## Pubblicazioni principali
- La zecca di Maccagno Inferiore e le sue monete, Libraio Alberti Editore, Verbania, 2003, ISBN 978-88-72451-21-2
- La moneta in Monferrato tra Medioevo ed Età Moderna. Atti del convegno internazionale di studi. Torino 26 ottobre 2007, Consiglio Regionale del Piemonte, Torino, 2009
- Roma, Museo Nazionale Romano. La collezione di monete di Vittorio Emanuele III. La zecca di Milano, Istituto Poligrafico e zecca di Stato, Roma, 2012-, ISSN 0392-971X
  - Età carolingia - Da Carlomagno a Lotario I (773-855), 2012
  - Da Ludovico II a Berengario II e Adalberto (855-961), 2012
  - Da Ottone I di Sassonia (961-973) alla metà del XIII secolo, 2013
  - Bernabò Visconti (1354-1385) e Gian Galeazzo Visconti (1378-1402), 2013 (con A. Toffanin)
  - Filippo Maria Visconti (1412-1447) e la Repubblica Ambrosiana (1447-1450), 2013 (con A. Toffanin)
- Die Geldbörse des «Söldners» vom Theodul-Pass (VS) - Il ripostiglio del «mercenario» del Colle del Teodulo (VS), Inventar der Fundmünzen der Schweiz 11, Bern, 2014 (con J. Diaz Tabernero), ISBN 978-2-940086-10-8
- Roma, Museo Nazionale Romano. La collezione di monete di Vittorio Emanuele III. La zecca di Casale Monferrato, Istituto Poligrafico e zecca di Stato, Roma, 2017-, ISSN 0392-971X
  - parte I - Da Gian Giacomo Paleologo (1418-1445) a Guglielmo II Paleologo (1494-1518), 2017
  - parte II - Da Guglielmo II Paleologo (1494-1518) a Giovanni Giorgio Paleologo (1530-1533), 2017
  - parte III - Da Carlo V d'Asburgo (1533-1536) a Guglielmo Gonzaga (1550-1566, reggenza di Margherita Paleologo), 2019
- Swiss and Italian Monetary Relations. The Early Middle Ages (VI-XI centuries). Proceedings of the International Numismatic Workshop. Lugano, September 29th 2018, Circolo Numismatico Ticinese, Lugano, 2020 (con F. Rossini), ISBN 978-88-96992-29-6